# No pasarán

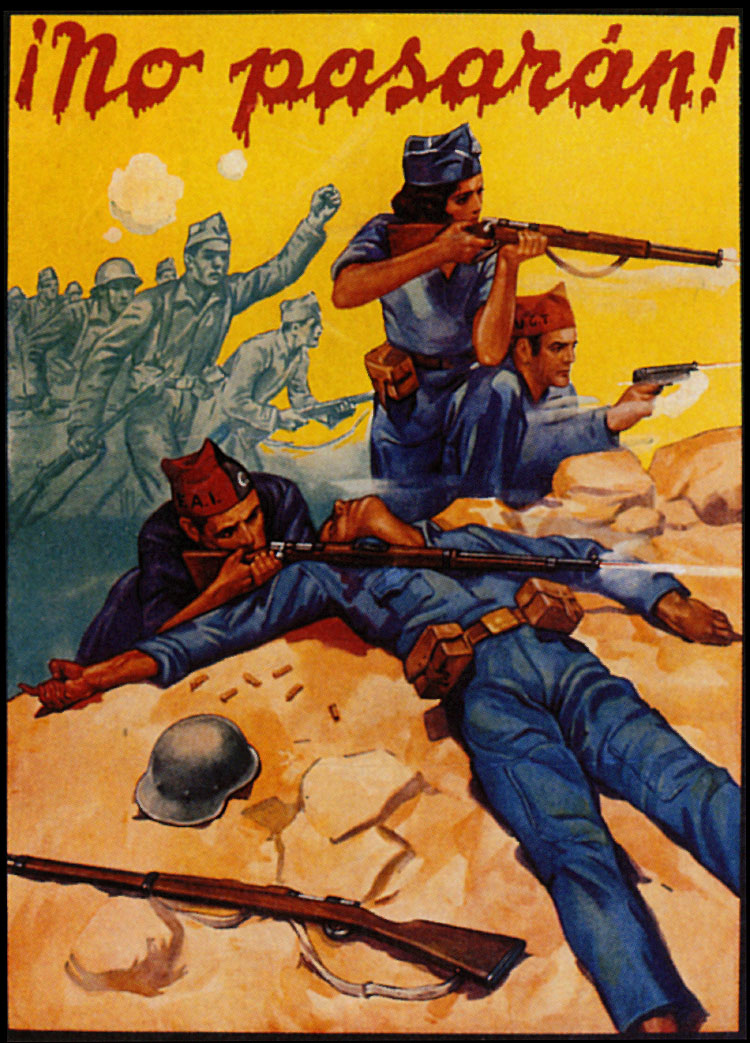
Plakat z okresu wojny domowej w Hiszpanii

¡No pasarán! (pol. nie przejdą!) – hasło używane dla podkreślenia determinacji utrzymania swej pozycji w walce, pierwszy raz użyte przez Dolores Ibárruri w czasie wojny domowej w Hiszpanii. Stało się zawołaniem bojowym wszystkich antyfaszystów.

## Historia i użycie
W pełnej wersji słowa Dolores Ibárruri Gómez brzmiały: ¡No pasarán! Es preferible morir de pie que vivir de rodillas! („Nie przejdą! Lepiej umierać stojąc, niż żyć na klęczkach!”). Od tego czasu powiedzenie to stało się najpopularniejszym hasłem używanym przez stronę republikańską i Brygady Międzynarodowe.
Gdy Madryt został zdobyty przez nacjonalistów, generał Francisco Franco w swym przemówieniu wygłoszonym po zdobyciu miasta 1 kwietnia 1939 roku stwierdził: Hemos pasado („przeszliśmy”), co było odpowiedzią na hasło republikanów.
Jest to też tytuł wiersza Władysława Broniewskiego w którym poeta napisał:

Umierający republikanie, brocząc po bruku krwią swoich ran, w krwi umaczanym palcem po ścianie, wypisywali: "No pasaran!"

„No pasaran” to też tytuł płyty i piosenki polskiego punkowego zespołu Blade Loki, Włochaty oraz jednego z utworów Jamal. Pojawia się także w tytule piosenki zespołu rockowego T.Love oraz rosyjskiego rapera АК-47.